# Adını Kalbime Yazdım
Adını Kalbime Yazdım es una serie de televisión turca de 2013, producida por Focus Film y emitida por Show TV.

## Trama
Hace más de 20 años, las familias Bozbey y Pehlivan de Mardin, tuvieron un sangriento enfrentamiento. Los Pehlivan perdieron a su primogénito y los Bozbey se vieron obligados a desterrar a Ömer, su primogénito, para cumplir con el acuerdo de paz que firmaron. El joven Ömer durante sus años de exilio, ha logrado convertirse en un exitoso hombre de negocios. En Estambul conoce a Leyla, una mujer que se transforma en el amor de su vida. Ambos comienzan a vivir un romance sin saber que en Mardin ha comenzado una nueva guerra entre las dos familias.

## Reparto
- Serhan Yavaş como Ömer Bozbey.
- İpek Karapınar como Leyla Saruhan.
- Meltem Miraloğlu como Dicle Pehlivan.
- Tolga Güleç como Halil Pehlivan.
- Emel Göksu como Kureyşa Bozbey.
- Erkam Aydar como Kadir Bozbey.
- Özge Korkmaz como Zilan Bozbey.
- Fatma Öney como Fidan Pehlivan.
- Sertan Erkaçan como Emin Ali.
- Pervin Ünalp como Fazıla.
- Ebru Üstüntaş como Gülbahar.
- Sahra Şaş como Ceylan.
- Nurhak Mine Söz como Diyar Bozbey.
- Kadir Turan como Celil.
- Engin Yüksel como Tahir.
- Elif Baysal como Mecbure.
- Haluk Cömert como Mahmut.
- Dine Altınok como Binnaz.
- Aybike Turan como Selin.
- Sultan Köroğlu Kılıç como Emine.
- Sibel Miraloğlu
- Tevfik Şahin como Sadık.
- Mehmet Özcan Varaylı como Hasan.